# بیورن هلینور هارالدسون
بیورن هلینور هارالدسون (ایسلندی: Björn Hlynur Haraldsson؛ زادهٔ ۸ سپتامبر ۱۹۷۴) بازیگر و کارگردان فیلم اهل ایسلند است.
از فیلم‌ها یا برنامه‌های تلویزیونی که وی در آن نقش داشته‌است می‌توان به شهر شیشه‌ای، بورجیاها، به‌دام‌افتاده، ویچر، و مسابقه آواز یوروویژن: داستان حماسه آتش اشاره کرد.